# Souheil Mouhoudine
Souheil Saïd Mouhoudine (29 marzo 1995) è un giocatore di calcio a 5 francese.

## Carriera
Con la Nazionale maschile di calcio a 5 della Francia ha disputato la Coppa del Mondo 2024.

## Palmarès
- Campionato francese di calcio a 5: 4
Garges Djibson: 2016-17
ACCS: 2020-21
Étoile Lavalloise: 2022-23, 2023-24
- Coppa di Francia: 2
Étoile Lavalloise: 2022-23, 2023-24